# Eva Sixt
Eva Sixt (* 1967 in Kelheim, Niederbayern) ist eine deutsche Schauspielerin, Sängerin, Sprecherin und Autorin.

## Leben
Eva Sixt wuchs in einem kleinen niederbayerischen Dorf mit 100 Einwohnern in der Nähe ihrer Geburtsstadt Kelheim in einem christlich-katholisch geprägten, aber weltanschaulich offenen Elternhaus auf. Ihre Kindheit und Jugend verlebte sie großteils im Dorfwirtshaus ihrer Eltern. Während ihrer Schulzeit spielte sie im Schultheater mit und war Vorleserin bei Gottesdiensten in ihrem Heimatdorf.
Nach dem Abitur am Donau-Gymnasium Kelheim unternahm sie zunächst eine Bildungsreise nach Griechenland (Kreta, Ägäische Inseln), bevor sie an der Universität Regensburg die Fächer Philosophie und Literaturwissenschaft studierte. In den 1990er Jahren, als sie nach ihrem Studium jobbte und in dieser Zeit nebenbei an der Universität arbeitete, kam Eva Sixt in Kontakt mit der freien Regensburger Künstler- und Literaturszene.
Sie spielte Ende der 1990er Jahre in Joseph Berlingers Inszenierung Trilogie der theatralischen Lieben in den sogenannten „Hesperidengärten“.
Seit 2000 ist sie als freischaffende Schauspielerin und Sprecherin tätig. Aus ihrer Begegnung mit Berlinger entstand eine langjährige künstlerische und freundschaftliche Verbindung. Sixt war als Darstellerin, Co-Autorin und Dramaturgin an zahlreichen Theaterarbeiten Berlingers beteiligt, so mit der Hauptrolle in einem Theaterstück über die niederbayerische Schriftstellerin Emerenz Meier, an Berlingers Sissi-Adaptionen (2009) und beim Der Brandner Kaspar in der Hölle, uraufgeführt 2015 im Theater im Schloss Hohengebraching, Pentling. Im Oktober 2011 spielte sie im Turmtheater Regensburg die Hauptrolle der Chinesin Mei, eine Putzfrau, die Bairisch lernen will, in der Uraufführung von Berlingers Komödie Mei Fähr Lady. Der Bairisch-Crashkurs. Im Juni 2016 wurde die 200. Vorstellung des Stücks mit Sixt in der Hauptrolle gezeigt. Im März 2018 fand die 250. Vorstellung statt. Im Sommer 2017 hatte Eva Sixts Theaterstück Hoffnung Havanna. Simon Oberdorfer und das Velodrom, das sie über den jüdischen Regensburger Kunstradfahrer Simon Oberdorfer verfasst hatte, im Velodrom in einer Produktion des Regensburger Bürgertheaters unter Berlingers Regie seine Erstaufführung.
2005 veröffentlichte Sixt gemeinsam mit Monika Drasch, Siegfried Haglmo und Wolfgang Neumann-Schätzler ein Hörbuch über die Schriftstellerin Emerenz Meier, bei dem sie die Auswahl und Bearbeitung der Briefe und Erzählungen übernahm, und woraus sich auch ein Bühnenprogramm mit Sixt entwickelte. Für den LOhrBär-Verlag las Eva Sixt unter anderem die Rumplhanni, Marieluise Fleißers Roman Eine Zierde für den Verein und Texte von Milada Součková, Milena Jesenská und Libuše Moníková ein.
Sixt ist außerdem Sängerin des „Trio Trikolore“, bei dem sie mit den beiden Musikern Sepp Frank und Rainer J. Hofmann schwerpunktmäßig französische Chansons von Juliette Gréco, Charles Trenet und besonders Edith Piaf, aber auch von Kurt Weill, in einem eigenen Programm interpretiert.
2011 spielte Eva Sixt die Hauptrolle der Anna Kreuzpaintner, die mit ihrem Vater, ihren beiden Kindern sowie dem russlanddeutschen Hilfsarbeiter Viktor auf einem abgelegenen Bauernhof in Niederbayern lebt, in Josef Mayerhofers Kinofilm Mischgebiet. Seit Herbst 2018 verkörpert Sixt in der ZDF-Krimireihe Ein starkes Team die Rolle der Gerichtsmedizinerin Dr. Gabriele Simkeit.
2003 war Eva Sixt Neumüller-Stipendiatin der Stadt Regensburg. 2006 wurde sie mit dem Regensburger Kulturförderpreis ausgezeichnet. Im August 2021 wurde Sixt der Kulturpreis der Stadt Regensburg für ihr Lebenswerk zuerkannt.
Eva Sixt lebt in Regensburg.

## Filmografie (Auswahl)
- 2000: Tatort: Nach eigenen Gesetzen (Fernsehreihe)
- 2011: Mischgebiet (Kinofilm)
- seit 2018: Ein starkes Team (Fernsehreihe, → siehe Episodenliste)
- 2021: Weißbier im Blut (Kinofilm)

## Hörspiele (Auswahl)
- 2006: Jörg Graser: Diridari (Original-Hörspiel) – Regie: Robert Matejka
- 2010: Jörg Graser: Kreuzeder (Original-Hörspiel) – Regie: Robert Matejka